# Amén de Dresden
L'Amén de Dresden és una seqüència de dos compassos formada per sis notes cantades per corals durant els serveis religiosos a l'estat alemany de Saxònia des de principis del segle xix. El motiu està especialment associat a la ciutat de Dresden, on s'utilitzà per primera vegada. Va ser compost per Johann Gottlieb Naumann (1741-1801) per a la Capella Reial de Dresden. La seva popularitat va fer que aviat s'estengués a altres esglésies de Saxònia, tant catòliques com luteranes. La seqüència de notes de l'Amén ha estat citada en diferents obres. En dels compositors que en feu un ús més extens fou Richard Wagner, qui fou Kapellmeister a Dresden entre el 1842 i el 1849. El motiu apareix a Das Liebesverbot, Tanhäuser i molt especialment a Parsifal. Gustav Mahler l'utilitza en el quart moviment de la seva Primera Simfonia i també al començament del cinquè moviment de la Segona. Mendelssohn l'utilitza en e primer moviment de la Cinquena Simfonia. Bruckner al finale de la seva Cinquena Simfonia i en l'adagio de la Novena.